# Municipio de Lanchjuti
El municipio de Lanchjuti (en georgiano: ლანჩხუთის მუნიციპალიტეტი) es un municipio de Georgia perteneciente a la región de Guria. El área total del municipio es 533 kilómetros cuadros y su centro administrativo es la ciudad de Lanchjuti. La población era 31.486, según el censo de 2014.

## Geografía
El municipio de Lanchjuti está ubicado en el oeste de Georgia, al noroeste de las montañas Guria. El municipio limita con Poti y los municipios de Jobi, Senaki y Abasha, Samtredia en el este, limita al oeste con una costa del Mar Negro (18 km), y al sur con los municipios de Ozurgueti y Chojatauri. 
El municipio ocupa 15.000 hectáreas del Parque Nacional de Koljeti, cuyo propósito es proteger la flora y la fauna en las tierras bajas de Koljeti, así como preservar la naturaleza intacta. Los pueblos de la zona montañosa están ubicados de 400 a 500 m. A una altitud sobre el nivel del mar, los pueblos de la zona de las tierras bajas limitan principalmente con el Parque Nacional de Koljeti. La mayor parte del municipio es una zona subtropical.
Lanchjuti está a 300 km de Tbilisi, a 85 km de Batumi y a 42 km de Poti. Hay dos lagos en el municipio y cinco ríos con una longitud total de 75 km.

### Clima
El municipio tiene un clima húmedo, con inviernos suaves y cálidos y veranos calurosos, con vientos monzónicos. La temperatura media anual del aire es de 13 °C a 13,8 °C, en enero de 3,8-4,6 °C, y en agosto de 21,8-23,1 °C. El mínimo absoluto cae a -18 o -20 °C, la máxima sube a 39-41 °C. La suma anual de precipitación atmosférica alcanza los 2400 mm . 

## Historia
El territorio del municipio era una de las partes del principado de Guria, en el que en 1810 pasó a estar bajo el protectorado del Imperio ruso, y luego, en 1829, pasó a formar parte de él por completo.
En 1840, se formó el distrito de Guri con el centro en Ozurgueti como parte de la provincia de Georgia-Imereti. En 1846, esta provincia se disolvió y el distrito de Guria terminó en la gobernación de Kutaisi. Esta posición continuó hasta 1918. En 1918, Guria pasó a formar parte de la República Democrática de Georgia, que duró hasta marzo de 1921.
La primera vez después de la formación de la República Soviética de Georgia (más tarde la RSS de Georgia), se conservó el distrito de Guria, que en 1929 se dividió en 3 distritos, incluido Lanchjuti. Desde 1930, la región de Lanchjuti estuvo directamente subordinada a la RSS de Georgia. En 1951-1953, el distrito formaba parte de la región de Kutaisi.
En 1995, la región de Lanchjuti se incluyó en la recién creada región de Guria.

## Política
La asamblea municipal de Lanchjuti (en georgiano: ლანჩხუთის საკრებულო) es un órgano representativo en el municipio de Lanchjuti, que consta de 27 miembros que se eligen cada cuatro años. La última elección se llevó a cabo en octubre de 2021.
| Partido político | Partido político                    | 2017 | 2021 |
| ---------------- | ----------------------------------- | ---- | ---- |
|                  | Sueño georgiano                     | 27   | 20   |
|                  | Movimiento Nacional Unido           | 2    | 4    |
|                  | Para Georgia                        |      | 2    |
|                  | Lelo por Georgia                    |      | 1    |
|                  | Georgia Europea                     | 2    |      |
|                  | Alianza de los Patriotas de Georgia | 1    |      |
| Total            | Total                               | 32   | 27   |

## División administrativa
El municipio consta de 15 comunidades administrativas (temi), y hay una ciudad, Lanchjuti. Algunos de los pueblos de este distrito son Shujuti, Nigoiti, Chanchati y Mamati.

## Demografía
El municipio de Lanchjuti ha tenido una disminución de población desde 1989, teniendo hoy sobre el 75% de los habitantes de entonces.
| Población del municipio de Lanchjuti                                   | Población del municipio de Lanchjuti | Población del municipio de Lanchjuti | Población del municipio de Lanchjuti | Población del municipio de Lanchjuti | Población del municipio de Lanchjuti | Población del municipio de Lanchjuti | Población del municipio de Lanchjuti | Población del municipio de Lanchjuti | Población del municipio de Lanchjuti | Población del municipio de Lanchjuti | Población del municipio de Lanchjuti |
|                                                                        | 1897                                 | 1922                                 | 1926                                 | 1939                                 | 1959                                 | 1970                                 | 1979                                 | 1989                                 | 2002                                 | 2014                                 | 2021                                 |
| ---------------------------------------------------------------------- | ------------------------------------ | ------------------------------------ | ------------------------------------ | ------------------------------------ | ------------------------------------ | ------------------------------------ | ------------------------------------ | ------------------------------------ | ------------------------------------ | ------------------------------------ | ------------------------------------ |
| Municipio de Lanchjuti                                                 | -                                    | -                                    | -                                    | 39 071                               | 40 031                               | 40 246                               | 40 890                               | 41 891                               | 40 507                               | 31 486                               | 29 900                               |
| Ciudad de Lanchjuti                                                    | -                                    | -                                    | -                                    | 4153                                 | 6738                                 | 7837                                 | 6506                                 | 9021                                 | 7873                                 | 6395                                 |                                      |
| Datos: Estadística de población de Georgia desde 1897 hasta hoy. Nota: |                                      |                                      |                                      |                                      |                                      |                                      |                                      |                                      |                                      |                                      |                                      |

La población está compuesta por un 99% de georgianos. 
|              | 1939      | 1939       | 1959      | 1959       | 2002      | 2002       | 2014      | 2014       |
| Grupo étnico | Población | Porcentaje | Población | Porcentaje | Población | Porcentaje | Población | Porcentaje |
| ------------ | --------- | ---------- | --------- | ---------- | --------- | ---------- | --------- | ---------- |
| Georgianos   | 36 448    | 93,3%      | 37 577    | 93,9%      | 39 868    | 98,4%      | 31 135    | 98,89%     |
| Rusos        | 2352      | 6%         | 1272      | 3,2%       | 345       | 0,9%       | 157       | 0,50%      |
| Ucranianos   | 2352      | 6%         | 214       | 0,5%       | 28        | 0,07%      | 35        | 0,11%      |
| Armenios     | 58        | 0,1%       | 606       | 1,5%       | 160       | 0,4%       | 102       | 0,32%      |
| Griegos      | 21        | 0,1%       | 51        | 0,1%       | 18        | 0,04%      | 12        | 0,04%      |
| Azeríes      | 3         | 0,1%       | 25        | 01%        | 33        | 0,08%      | 8         | 0,03%      |
| Osetios      | 17        | 0,1%       | 38        | 0,1%       | 33        | 0,08%      | 5         | 0,02%      |
| Abjasios     | -         | -          | -         | -          | 7         | 0,02%      | 4         | 0,01%      |
| Judíos       | 20        | 0,8%       | 2         | 0,1%       | -         | -          | -         | -          |
| Lezguinos    | 1         | 0,1%       | -         | -          | -         | -          | -         | -          |
| Alemanes     | 28        | 0,1%       | -         | -          | -         | -          | -         | -          |
| Kurdos       | 4         | 0,1%       | 5         | 0,1%       | -         | -          | -         | -          |
| Asirios      | 2         | 0,1%       | -         | -          | -         | -          | -         | -          |
| Otros        | -         | -          | -         | -          | -         | -          | 26        | 0,02%      |
| Total        | 39 071    | 100%       | 40 031    | 100%       | 40 507    | 100%       | 31 486    | 100%       |

## Economía
Durante el período soviético, los principales sectores de la economía del distrito fueron la horticultura y los cítricos, seguidos por la producción de cereales, la avicultura y la ganadería. Había 11 granjas colectivas y 3 granjas soviéticas. Las principales industrias eran la industria alimentaria y la industria de materiales de construcción. Había 5 fábricas primarias de procesamiento de té, así como fábricas de conservas, mantequilla de queso, panadería, bebidas no alcohólicas, fábrica de materiales de construcción, fábrica de prendas de vestir, planta de energía térmica (con una capacidad de 186 kW), y minas de turba en Supsa, Mejshi en Guyarat.
Actualmente, el oleoducto Bakú-Supsa y la terminal de Supsa son los elementos más importantes en la economía del municipio. El turismo se desarrolla en la zona marítima del municipio (Tskaltsminda, Grigoleti). En la agricultura se dedican a la citricultura, la ganadería, el cultivo de frutos secos.

## Infraestructura

### Arquitectura y monumentos
Hay un monumento cultural de importancia nacional en el territorio del municipio de Lanchjuti: la iglesia de Yijeti, la Casa-Museo Egnate Ninoshvili en el pueblo de Archeuli (tiene el estatus de monumento del patrimonio cultural). Otros monumentos incluyen la iglesia de San Jorge de Aketi y la del Salvador de Aketi y el monasterio de Okoni. Hay muchas cuevas artificiales en el territorio del municipio (Joreti, Chancheti, Oragve, Kokati, Gaguri o Chochjati). El Museo de Costumbres Locales de Lanchjuti funciona en la ciudad de Lanchjuti, y en los jardines probablemente se encuentren las ruinas de una iglesia del siglo XIII.

### Transporte
El territorio del municipio pasan carreteras como las autovías S12 (65 km) y S2; también carreteras Yapana-Abasha (47 km), Lanchjuti-Ozurgueti y Lanchjuti-Nasakirali (45 km). La longitud de las carreteras locales es de 234 km.
Existe un tramo de la red ferroviaria de la línea Samtredia-Majinyauri (35 km) por el municipio.

## Galería

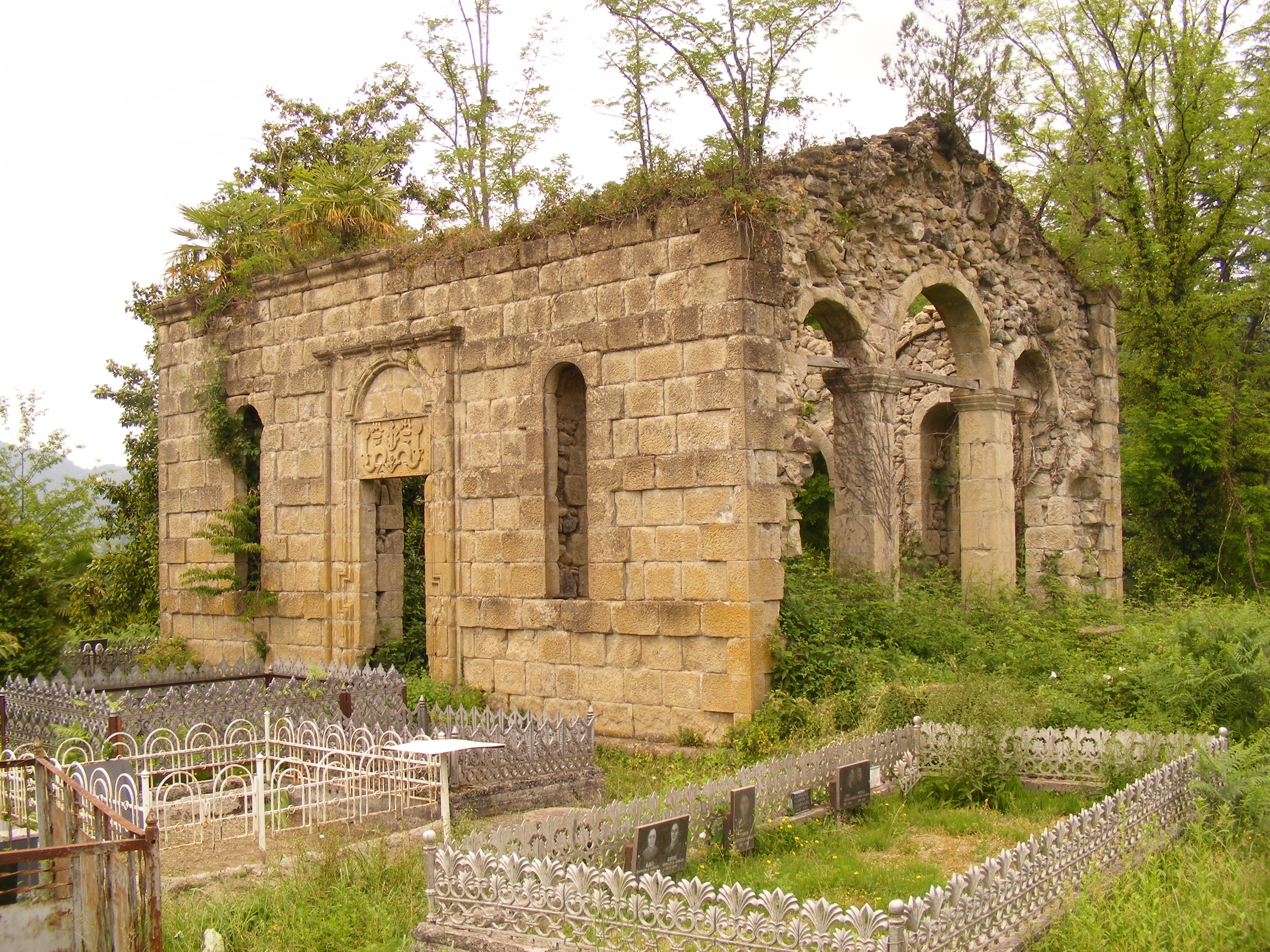
Iglesia de San Jorge de Aketi
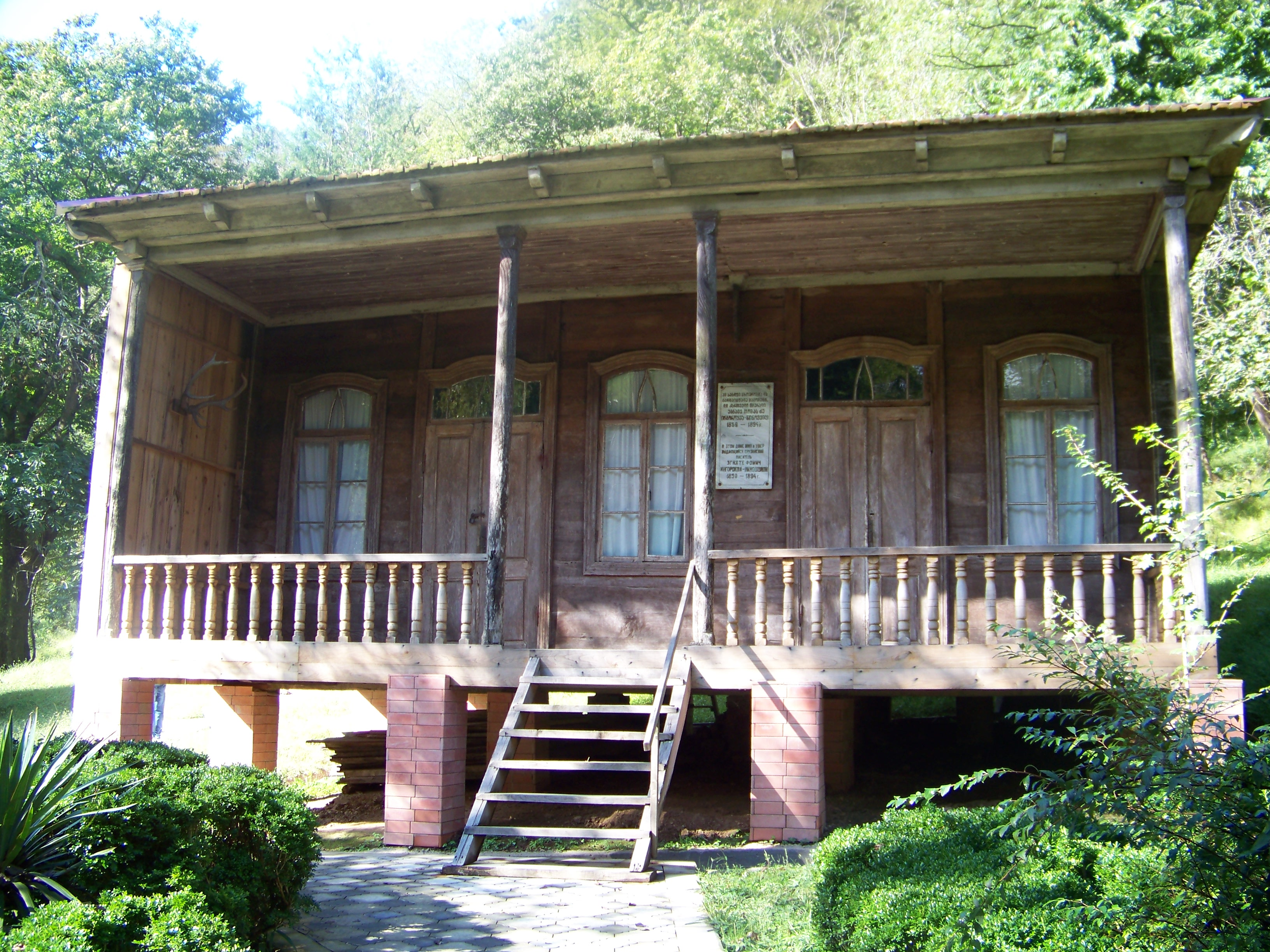
Museo de Egnate Nonoshvili
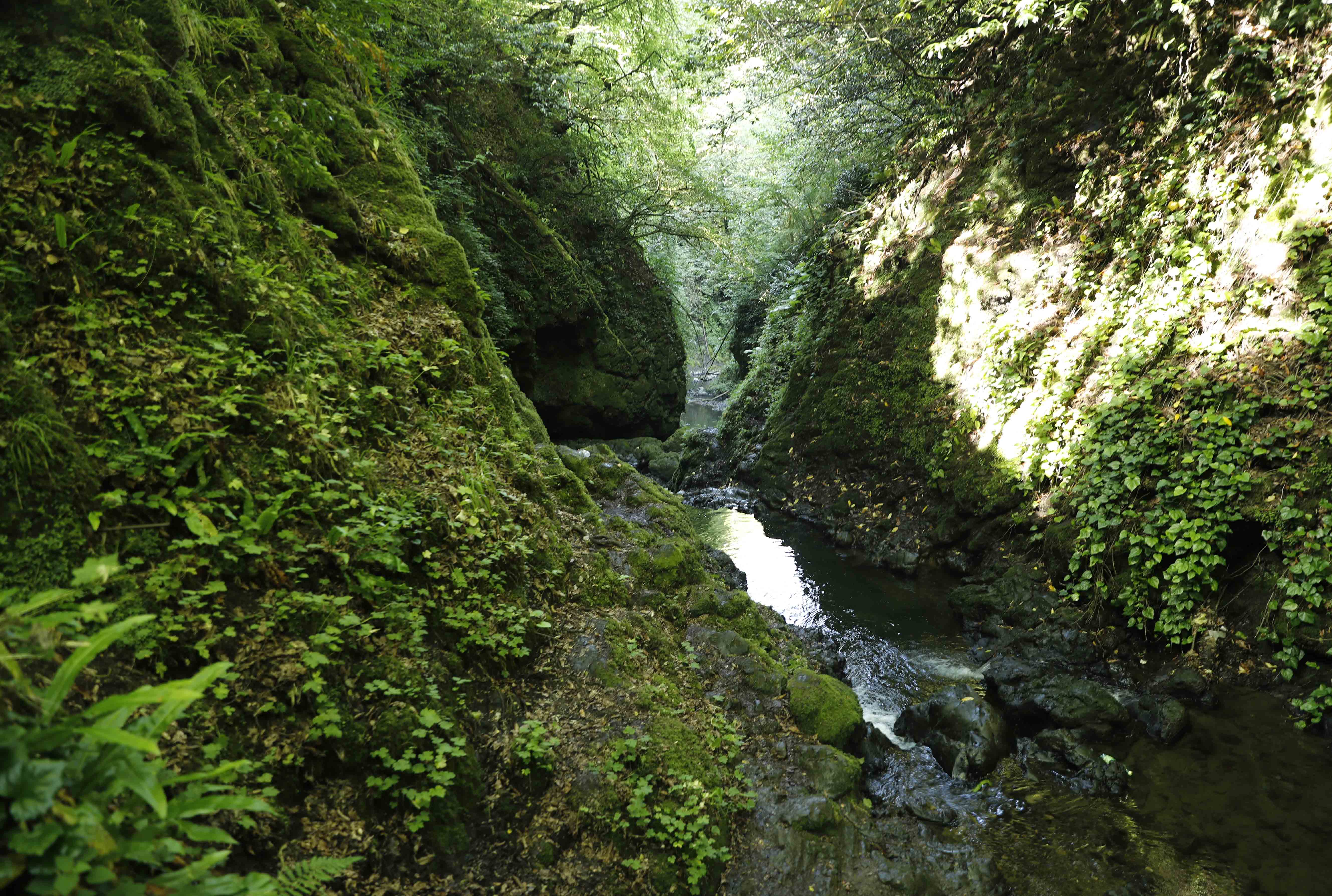
Cañón de Sakujia
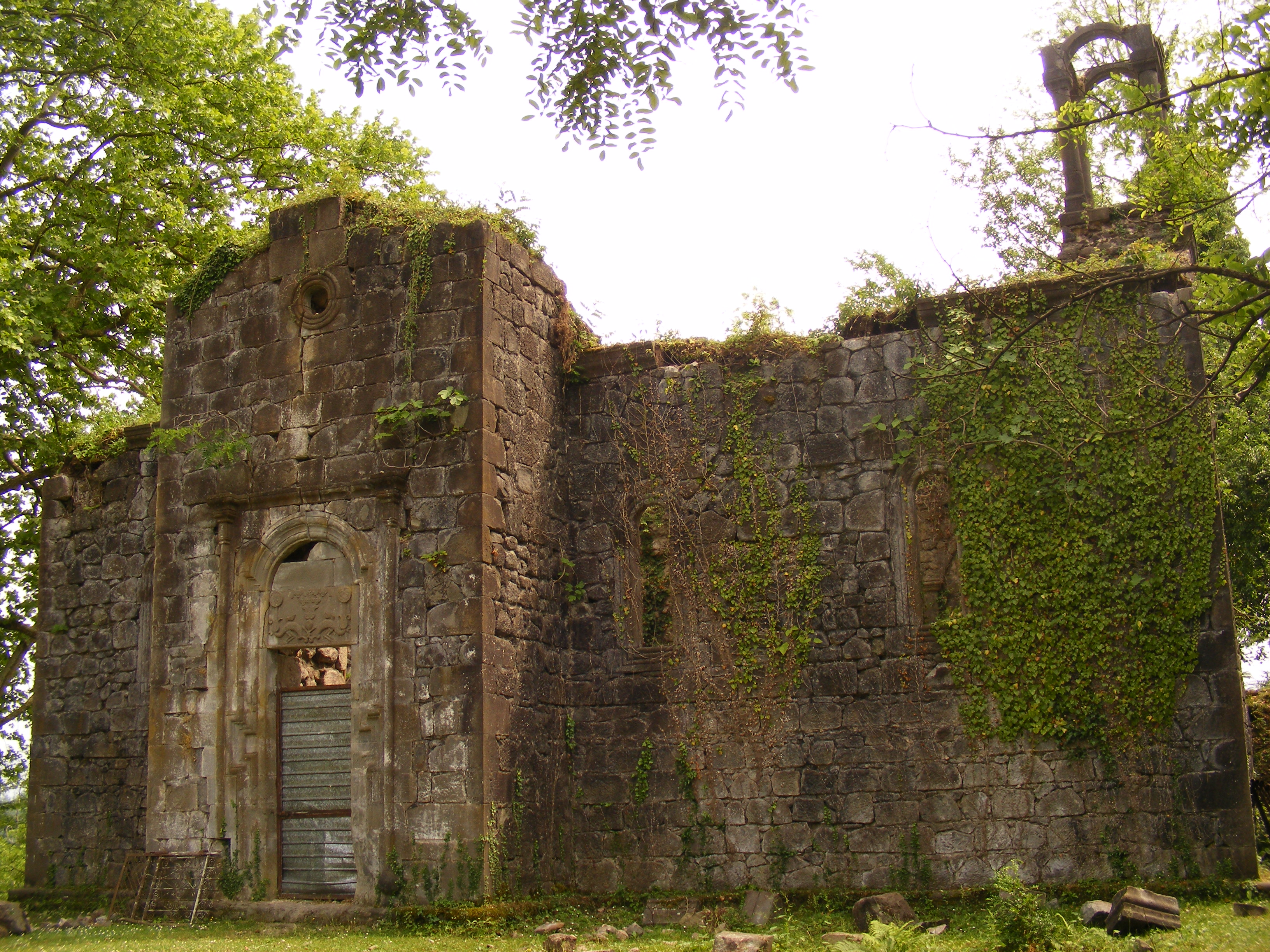
Iglesia del Salvador de Aketi
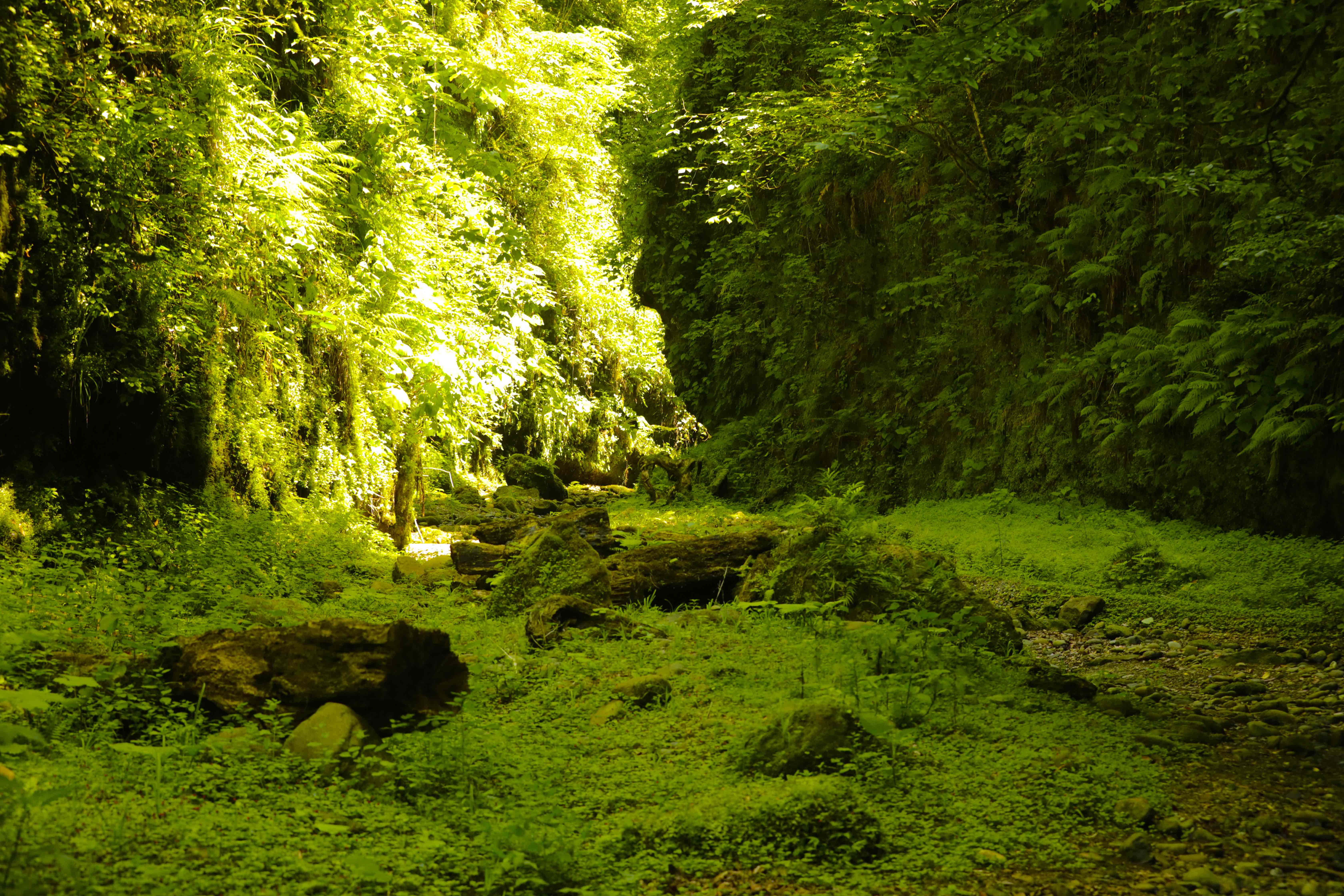
Cañón de Orkari
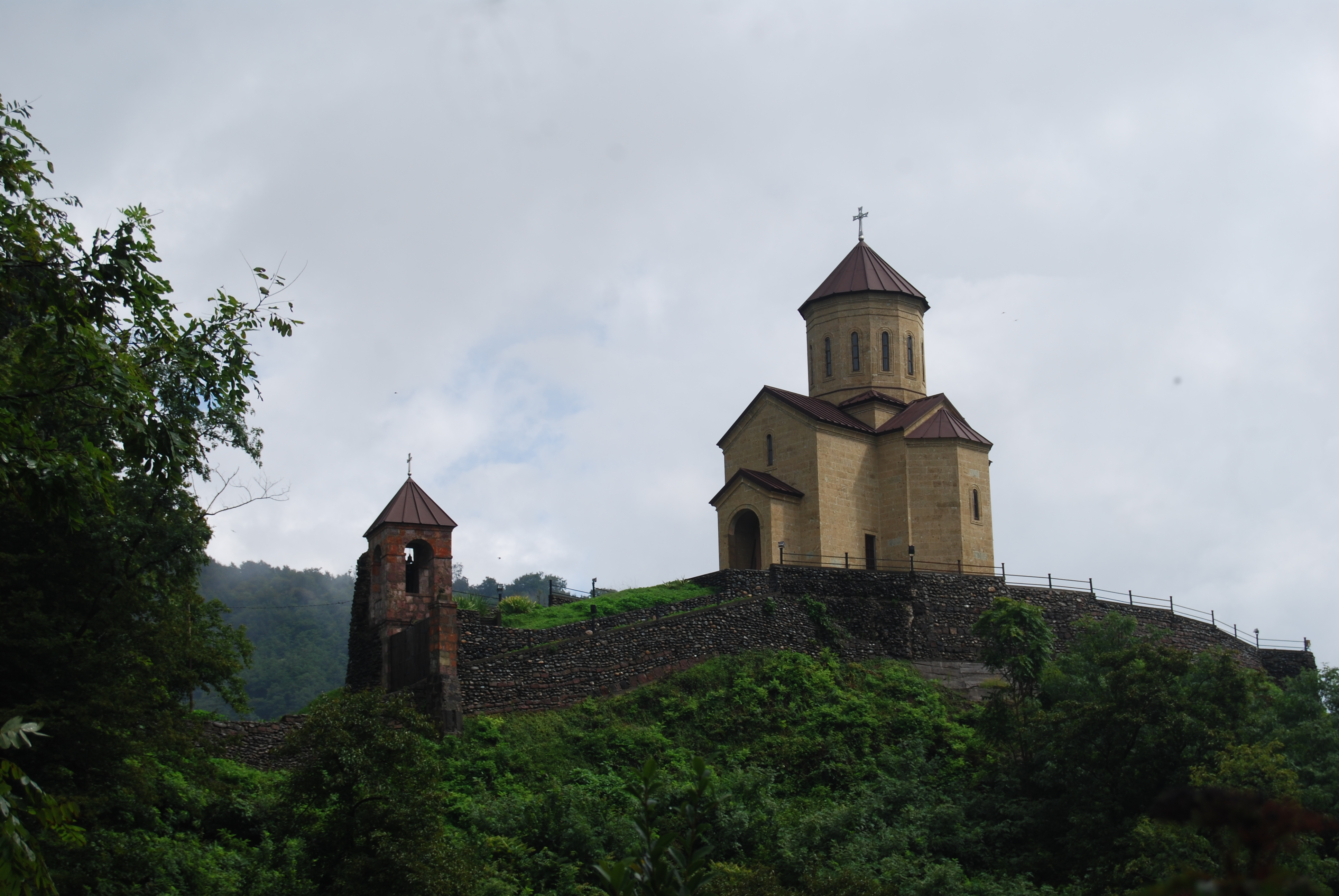
Monasterio de Okona